# CA Tech Kids
株式会社CA Tech Kids（シーエーテックキッズ）は、東京都渋谷区に本社を置く、小学生向けのプログラミング教育事業を展開する企業。
サイバーエージェントグループ。代表取締役社長は上野朝大。

## 概要
2013年5月、サイバーエージェント役員陣が行った合宿中の雑談で出たアイデアから設立される。当時サイバーエージェントのインターネット広告事業本部、Facebookマーケティング事業部長、新規事業担当プロデューサー等を行っていた上野朝大が代表取締役社長として就任。
小学生向けのプログラミング教育事業を生業としており、これまで述べ3万人以上の小学生にプログラミング学習の機会を提供している。

## 主な事業
「Tech Kids School（テックキッズスクール）」
塾形式のプログラミングスクール。東京都渋谷区にあるサイバーエージェント本社セミナールームを会場とし、月3回の授業を行っている。在校生、卒業生にはプログラミングコンテストでの受賞歴を持つ生徒も多数。
「Tech Kids CAMP（テックキッズキャンプ）」
春休みや夏休みなどの、小学生の長期休暇中に開催される初心者向けワークショップ。主にマインクラフトを使用してプログラミングを学ぶ講座が行われており、参加者は2~4日間の中から希望のプランを選択して参加する。
「Tech Kids Grand Prix（テックキッズグランプリ）」
2018年からスタートした国内最大の小学生向けプログラミングコンテスト。小学生であれば誰でも応募することができ、言語や部門の指定等もない。2019年からは全国の自治体と連携し、「地域連携コンテスト」と題し、地域の小学生を対象にした大会を同時に開催している。
その他
小学校でのプログラミング教育必修化に伴い、公教育への貢献として出張授業や教員研修を行う。
2019年4月には、学習塾の運営を行う株式会社スプリックスと共同出資にて、フランチャイズ形式での教室展開を行う株式会社キュレオを設立。全国に2,500教室以上を持つ。

## 沿革
- 2013年 　5月　　小学生向けプログラミング教育専門の企業として設立 　8月　　iPhoneアプリや2Dゲームを開発するプログラミングワークショップ「Tech Kids CAMP SUMMER 2013」を初開催
- 2015年 　10月　 「Tech Kids School」のカリキュラムを刷新
- 2017年 　4月　　総務省平成28年度第2次補正予算「若年層に対するプログラミング普及推進」事業、実施団体に選出 　　　　  鹿児島県徳之島町および岩手県遠野市での小学生向けプログラミング教育を開始[7]
- 2018年 　9月　　小学生向けのプログラミングコンテスト「Tech Kids Grand Prix」を初開催
- 2019年 　4月　　株式会社スプリックスとの共同出資にて、小学生向けプログラミング教材の開発・運営・販売を行う新会社、株式会社キュレオを設立